# Hot 100 Airplay (Radio Songs)
 (juin 2022).
Si vous disposez d'ouvrages ou d'articles de référence ou si vous connaissez des sites web de qualité traitant du thème abordé ici, merci de compléter l'article en donnant les références utiles à sa vérifiabilité et en les liant à la section « Notes et références ».
Le Hot 100 Airplay, établi par le magazine Billboard, liste les chansons les plus diffusées à la radio. Il se base sur le nombre de diffusions radiophoniques (airplay) ainsi que le nombre de personnes qui écoutent la chanson. Il fait partie, avec le Hot Singles Sales et le Hot Digital Songs, des trois classements qui édifient le Hot 100.